# ゴッズ
ゴッズ（The Gods）は、1965年から1969年まで活動したイングランドのロックバンドである。オリジナル・メンバーには、黎明期のミック・テイラー（ジョン・メイオール&ザ・ブルースブレイカーズ、ローリング・ストーンズ）、ジョン・グラスコック（ジェスロ・タル）、ケン・ヘンズレー（ユーライア・ヒープ）がいた。後にポール・ニュートン（ユーラィア・ヒープ）、リー・カースレイク（ユーライア・ヒープ）、グレッグ・レイク（キング・クリムゾン、エマーソン・レイク・アンド・パーマー）も在籍した。

## 略歴
ミック・テイラー（ギター）、ブライアン・グラスコック（ドラム）、ブライアンの弟ジョン（ベース）はハットフィールドの学友で、1962年に「The Juniors（またはThe Strangers）」を結成して一緒に演奏していた。彼等はEMI / コロムビア・レコードと契約し、1964年に最初の7インチ・シングル「There's a Pretty Girl / Pocket Size」（Columbia DB7339）を発表した。
1965年、ラインナップが変わった。テイラーはギターを弾き続け、ケン・ヘンズレー（オルガン、ボーカル）と組むこととなり、ジョー・コーナス（ギター、ボーカル）をメンバーに追加し、名前をゴッズに変更した。1966年、ゴッズはロンドンのウェンブリーにあるスターライト・ボールルームでクリームのオープニング・アクトを担当した。1967年初頭にポリドール・レコードでシングル「Come On Down To My Boat Baby / Garage Man」を録音した。この時点でラインナップは、テイラー、ヘンズレー、ジョン・グラスコック、コーナスとなっていた。
1967年5月、テイラーはピーター・グリーンに代わる新しいギタリストを探していたジョン・メイオールから電話を受け、ブルースブレイカーズに加わった。残された不安定なブルース・バンドはクラブや大学をライブして回り、自分達の運命を復活させようとした。彼等はロンドンに移り、マーキー・クラブにローリング・ストーンズの後継者として根城を確保した。ベーシストはジョン・グラスコックから1967年6月にポール・ニュートン、同年末から1968年春の間にグレッグ・レイクへと交代した。しかしレイクは「サポート役にしてはあまりにも才能があり過ぎた」ため同年夏に脱退し、彼等はジョン・グラスコックに復帰を頼んだ。
ジョン・グラスコックが復帰し、彼等は『ジェネシス』（1968年）と『トゥ・サミュエル・ア・サン』（1969年）というプログレッシブ・ロック・アルバムと数作のシングルをレコーディングした。シングルのうちビートルズの「ヘイ・ブルドッグ」のカバーは彼等の最も有名な曲であり、コンピレーション・アルバム『The Great British Psychedelic Trip Vol. 3』に収録されている。彼等はサイケデリックとプログレッシブな音楽の融合を果たした。アルバム『ジェネシス』の「Towards The Skies」や「Time And Eternity」といった収録曲には、重く引きずるようなハモンドオルガンと歪んだギターリフが含まれており、ヘンズレーのユニークでかなりドラマチックなボーカルがさらなる次元を加えている。
「Radio Show」や「Yes I Cry」などの曲に代表されるように、ゴッズの殆どの楽曲は1960年代後半の典型的なポップ/ロックだった。『ウエスト・サイド物語』の楽曲「Maria」のカバーにはヴァニラ・ファッジの色合いがある。「Candlelight」「Real Love Guaranteed」のような数曲には、ヘンズレーとカースレイクが後にユーライア・ヒープで広めた、より重い音が暗示されている。
1969年6月、彼等は新しいレコード会社と契約し、クリフ・ベネット・アンド・ザ・レベル・ラウザーズのクリフ・ベネットを迎えて、トー・ファット (Toe Fat）を結成した。1970年、ヘンズレー（キーボード、ギター、ボーカル）、ジョン・グラスコック（ベース）、コーナス（ギター）、カースレイク（ドラム）は変名ヘッド・マシーン（Head Machine）の名義で、アルバム『Orgasm』を発表した。

## メンバー
※は在籍後の主な足跡を示す。
- ケン・ヘンズレー (Ken Hensley) - オルガン、ギター、ボーカル (1965年-1969年) ※ユーライア・ヒープ、ブラックフット。2020年死去。
- ジョー・コーナス (Joe Konas) - ギター、ボーカル (1965年-1969年)
- ジョン・グラスコック (John Glascock) - ベース (1965年-1967年、1968年-1969年) ※カルメン、ジェスロ・タル。1979年死去。
- ミック・テイラー (Mick Taylor) - ギター (1965年-1967年) ※ジョン・メイオール&ザ・ブルースブレイカーズ、ローリング・ストーンズ
- ブライアン・グラスコック (Brian Glascock) - ドラム (1965年-1967年)
- リー・カースレイク (Lee Kerslake) - ドラム (1967年-1969年) ※ユーライア・ヒープ、オジー・オズボーン・バンド。2020年死去。
- ポール・ニュートン (Paul Newton) - ベース (1967年-1968年) ※ユーライア・ヒープ
- グレッグ・レイク (Greg Lake) - ベース (1968年) ※キング・クリムゾン、エマーソン・レイク・アンド・パーマー。2016年死去
- アラン・シャクロック (Alan Shacklock) - ギター (1969年) ※ベーブ・ルース
- クリフ・ベネット (Cliff Bennett) - ボーカル (1969年)

## ディスコグラフィ

### アルバム
- 『ジェネシス』 - Genesis (1968年、Columbia)
- 『トゥ・サミュエル・ア・サン』 - To Samuel a Son (1969年、Columbia)
- Orgasm (1970年、Major Minor) ※Head Machine名義

### シングル
- "Come On Down to My Boat Baby" / "Garage Man" (1967年、Polydor 56168)
- "Baby's Rich" / "Somewhere in the Street" (1968年、Columbia DB 8486)
- 「ヘイ・ブルドッグ」 - "Hey Bulldog" / "Real Love Guaranteed" (1969年、Columbia  DB 8544)
- "Maria" (from West Side Story) / "Long Time Sad Time Bad Time" (1969年、Columbia  DB 8572)